# Gorbonian
Gorbonian (Gwrviniaw en gallois) est un roi légendaire de l’île de Bretagne (actuelle Grande-Bretagne), dont l’« histoire » est rapportée par Geoffroy de Monmouth dans son Historia regum Britanniae (vers 1135). Il succède à son père Morvidus.

## Le royaume de l’île de Bretagne
Après la guerre de Troie, Énée arrive en Italie, avec son fils Ascagne et devient le maître du royaume des Romains. Son petit-fils Brutus est contraint à l’exil après avoir accidentellement tué son père. Après une longue navigation, Brutus débarque dans l’île de Bretagne, l’occupe et en fait son royaume. Il épouse Innogen dont il a trois fils. À sa mort, le royaume est partagé en trois parties et ses fils lui succèdent : Locrinus reçoit le centre de l’île à qui il donne le nom de « Loegrie », Kamber reçoit la « Cambrie » (actuel Pays de Galles) et lui donne son nom, Albanactus hérite de la région du nord et l’appelle « Albanie » (Écosse). À la suite de l’invasion de l’Albanie par les Huns et de la mort d’Albanactus, le royaume est réunifié sous la souveraineté de Locrinus. C’est le début d’une longue liste de souverains.

## Le règne de Gorbonian
Gorbonian succède à son père Morvidus, dont il est le fils aîné. Ses quatre frères sont Arthgallo, Elidur, Ingen, et Peredur qui vont aussi régner sur l’île.
Selon Geoffroy de Monmouth, son règne se caractérise par le sens de la justice, de l’équité et le bien du peuple. Le culte des dieux est placé au premier plan, il restaure les anciens sanctuaires et en fait bâtir de nombreux nouveaux. Le royaume est le plus prospère de son temps, il incite les paysans à travailler la terre et les protège des excès des seigneurs. Il enrichit les guerriers, pour que l’argent ne soit pas un motif de violence et d’agression.
Il meurt au terme d’un règne de paix et de justice. Il est enterré à Trinovantum. IL laisse un fils Regin  [Rhys], mais c'est son frère Arthgallo qui lui succède. Le Brut y Brenhinedd propose le même récit avec les noms entre  [ ]. D'après 
Eulogium Historiarum du XIVe siècle il est le fondateur de « Grantham et Grantabrigia  » (Cambridge);  William Caxton donne le même récit mais nome le roi  Grandobodian .

## Sources
- Geoffroy de Monmouth, Histoire des rois de Bretagne, traduit et commenté par Laurence Mathey-Maille, Les Belles lettres, coll. « La Roue à livres », Paris, 2004,  (ISBN 2-251-33917-5).
- (en) Peter Bartrum, A Welsh classical dictionary: people in history and legend up to about A.D. 1000, Aberystwyth, National Library of Wales, 1993 (ISBN 9780907158738), p. 331  GORBONION ap MORUDD. (Fictitious). (257-247 B.C.)